# Флай (река)
Флай (на английски: Fly River) е река в южната част на остров Нова Гвинея, в югозападната част на Папуа Нова Гвинея, вливаща се в залива Папуа на Коралово море. Участък от около 120 km от горното ѝ течение служи за граница между Папуа Нова Гвинея и Индонезия). Дължината ѝ е 1060 km (2-ра по дължина в Папуа Нова Гвинея след река Сепик), а площта на водосборния басейн – 76 000 km².
Река Флай води началото си на 2150 m н.в. от южния склон на планините Сентрал Рейндж, като в горното течение има предимно южна посока, а в средното и долното – югоизточна. Почти по цялото си протежение тече предимно през девствени екваториални гори с бавно и спокойно течение, съпроводено със стотици меандри. Влива се от запад в залива Папуа на Коралово море, като образува голям естуар, в който са разположени десетки острови. Има два големи притока: Стрикленд (824 km, ляв) и Ок Теди (207 km, десен). Реката е пълноводна целогодишно, като най-високи води се наблюдават от декември до април, а най-ниски – от юни до август. Среден годишен отток 7500 m³/s, равняващ се на 238 km³ годишно. Максимален отток 29 500 m³/s. Целогодишно е плавателна на 300 km от устието си, а за плитко газещи речни съдове до устието на река Ок Теди. По време на пълноводие плитко газещи речни съдове се изкачват почти до изворите ѝ.
Устието на река Флай е открито през 1845 г. от английския морски топограф Франсис Прайс Блекууд. През 1876 г. италианският естественик, изследовател на Нова Гвинея Луиджи Мария Албертис открива, изследва и картира цялото ѝ течение, като с кораб се изкачва на 580 km от устието ѝ, а нагоре до изворите ѝ продължава с лодки и пеша.